# چکمه‌های غیرعادی (فیلم)
متن مورب
چکمه‌های غیرعادی (انگلیسی: Kinky Boots) فیلمی بریتانیایی، آمریکایی در سبک کمدی-درام است که در سال ۲۰۰۵ منتشر شد. از بازیگران آن می‌توان به جوئل اجرتون، چویتل اجیوفور، و نیک فراست اشاره کرد.

## موضوع فیلم
یک مرد که پس از به ارث بردن کارخانه کفش پدرش نیاز به تنوع بخشیدن و رقابت در بازار و کسب و کارش دارد، نمی‌داند چه کارهایی را باید برای معروف شدن انجام دهد، تا آن‌جایی که یک ملکه به کمک او می‌آید و …

## جوایز
- نامزد جایزه گلدن گلوب بهترین بازیگر مرد فیلم موزیکال یا کمدی